# Marignana
Marignana ist eine Gemeinde auf der französischen Mittelmeerinsel Korsika. Sie gehört zum Département Corse-du-Sud, zum Arrondissement Ajaccio und zum Kanton Sevi-Sorru-Cinarca. Die Bewohner nennen sich Marignanais.

## Geografie
Das Siedlungsgebiet liegt auf durchschnittlich 750 Metern über dem Meeresspiegel und besteht aus den Dörfern Marignana, Chidazzu und Revinda. Nachbargemeinden sind
- Ota im Norden,
- Évisa im Norden und im Nordosten,
- Renno im Osten,
- Balogna und Vico im Süden,
- Cargèse im Südwesten,
- Cristinacce im Westen,
- Piana im Nordwesten.

## Sehenswürdigkeiten
- Kirchen Saint-François-Xavier, Saint-Jacques und Saint-Siméon
- Kirche Saint-Nicolas auf ungefähr 200 m. ü. M. in Chidazzu
- Kirche Saint-Jean-Baptiste
- Kapelle Santa Degna
- Mahnmal zum Gedenken der anlässlich des Ersten Weltkrieges gefallenen Opfer aus Marignana
- Brücke Pont de Zaglia, seit dem 26. Juni 1990 ein Monument historique

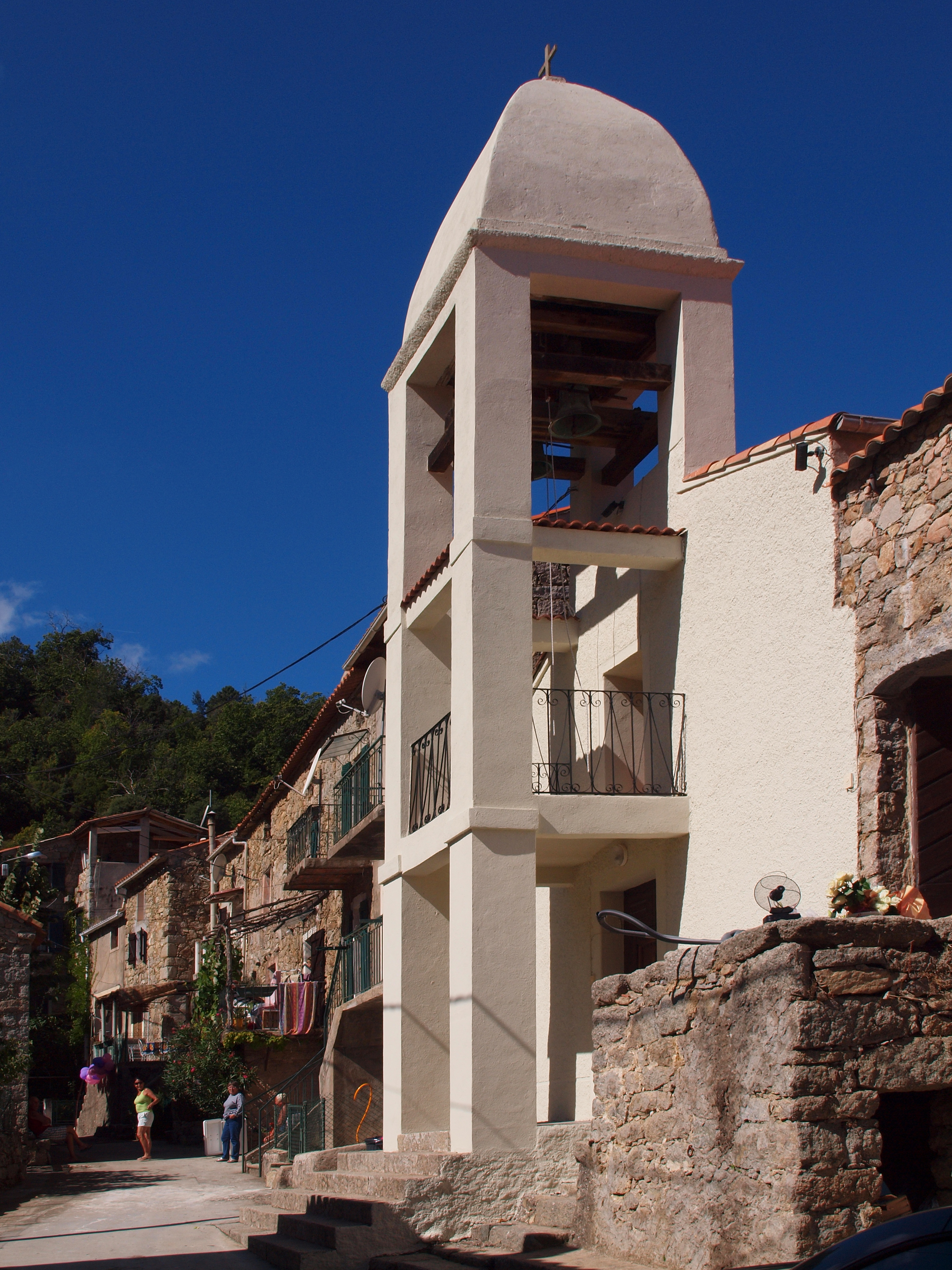
Kirche Saint-François-Xavier in Chidazzu
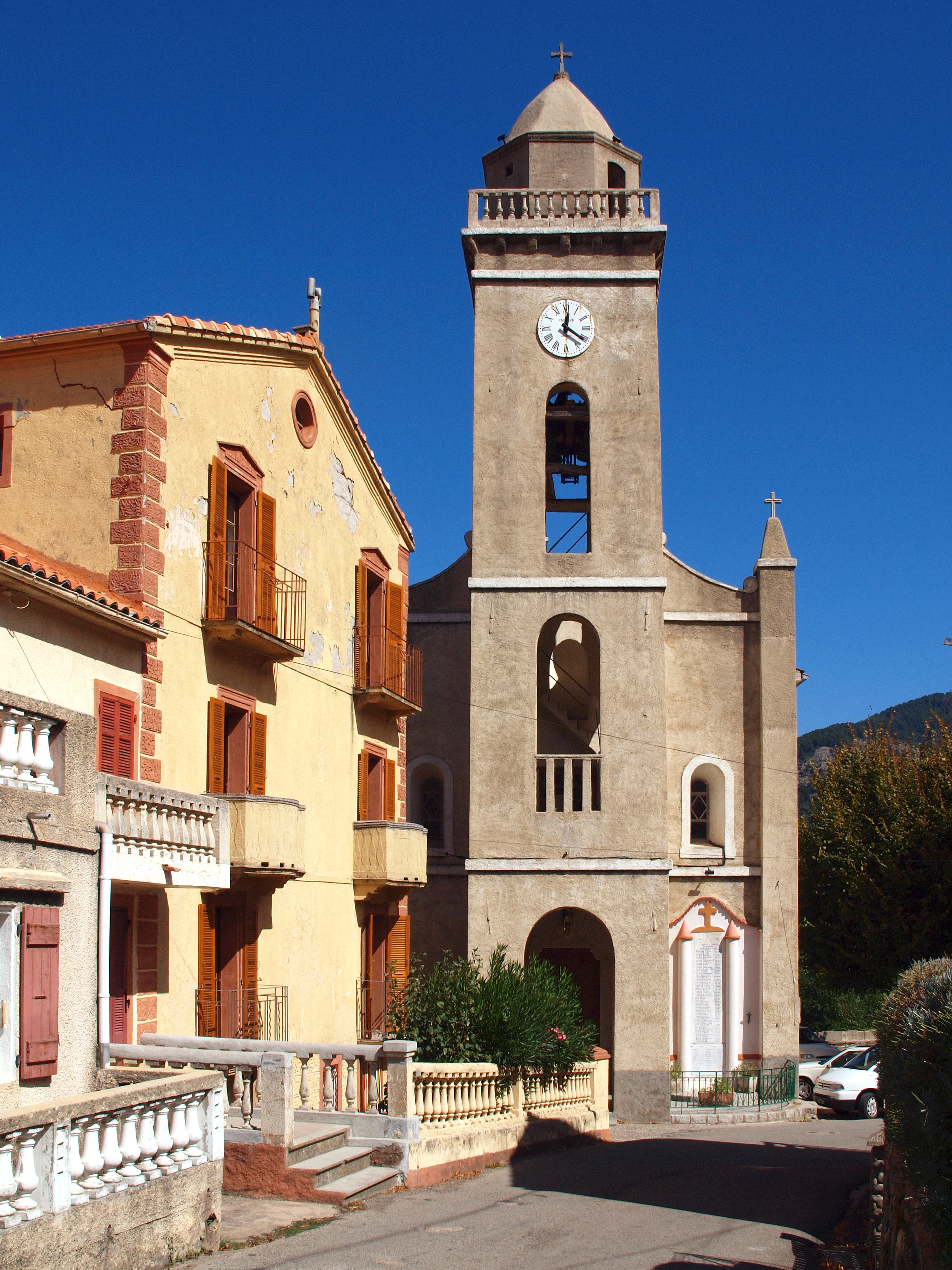
Kirche Saint-Jacques aus dem 15. und dem 16. Jahrhundert
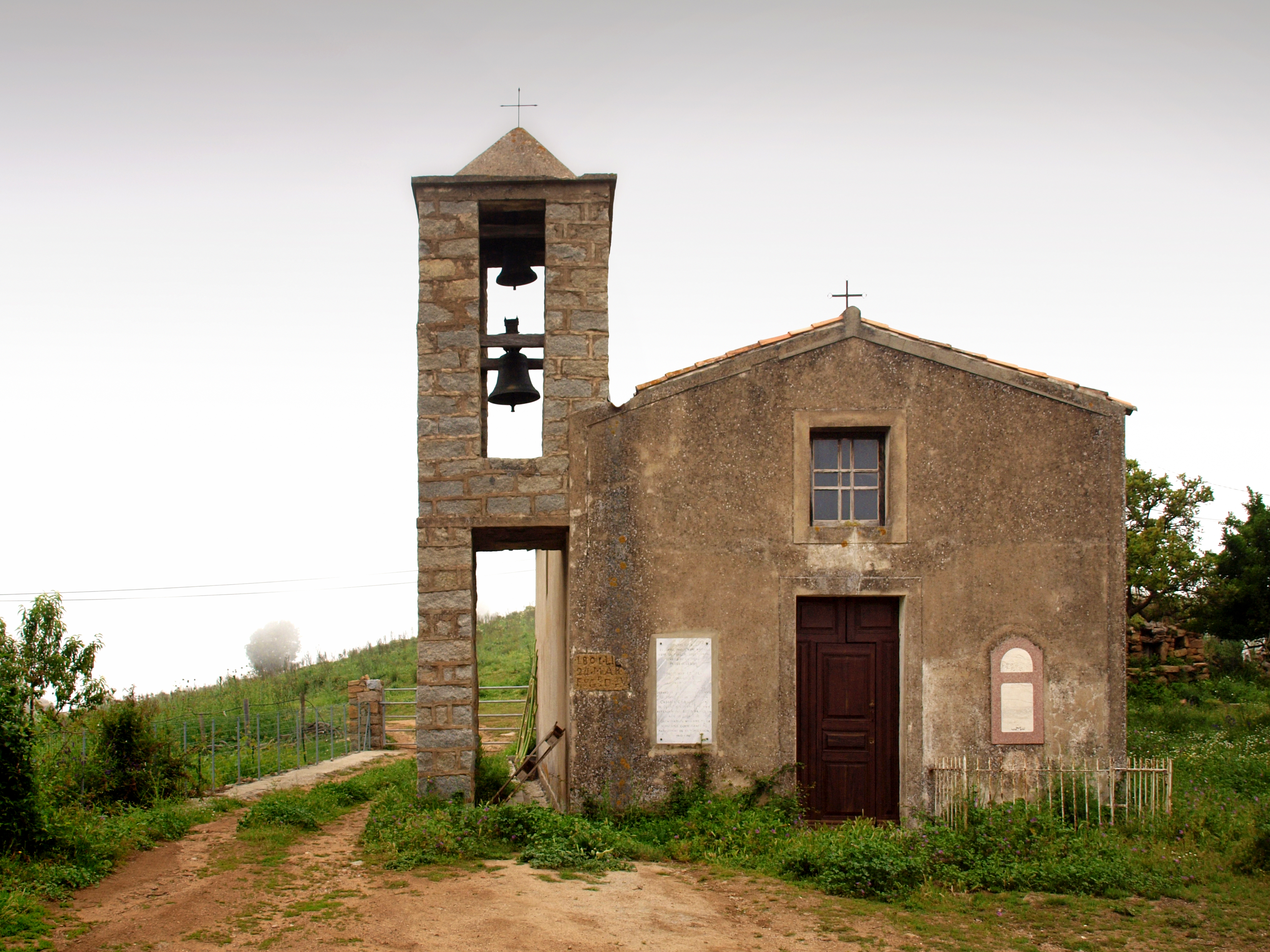
Kirche Saint-Siméon aus dem 19. Jahrhundert in Revinda
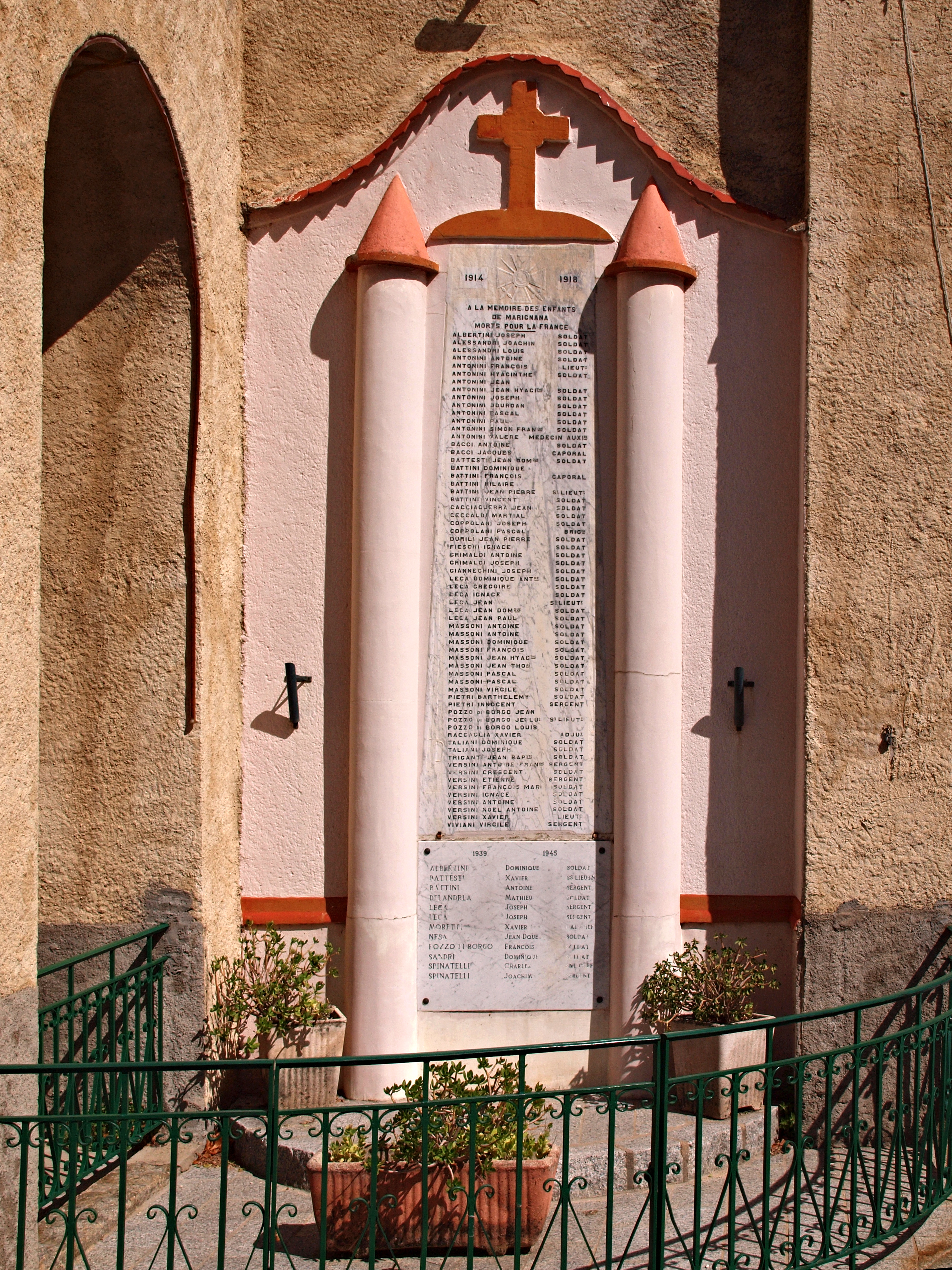
Kriegerdenkmal

## Bevölkerungsentwicklung
| Jahr      | 1962 | 1968 | 1975 | 1982 | 1990 | 1999 | 2006 | 2012 |
| --------- | ---- | ---- | ---- | ---- | ---- | ---- | ---- | ---- |
| Einwohner | 213  | 150  | 105  | 90   | 120  | 101  | 104  | 102  |